# Луцилий
Вижте пояснителната страница за други личности с името Луцилий.
Гай Луцилий (на латински: Gaius Lucilius; * 180 пр.н.е., Суеса Аврунка, Кампания; † 103 пр.н.е., Неапол) e римски поет, допринесъл за развитието на сатирата.

## Биография
Роден е в град Суеса Аврунка (Suessa Aurunca), намиращ се в страната на аврунките и е от фамилията Луцилии.
Служи като конник (eques) в Нумантинската война през 134 до 133 пр.н.е. при Сципион Емилиан.
Въпреки богатството си не се занимава с политика и не започва cursus honorum. Владее гръцки и е почитател на гръцката литература и известно време вероятно е в Атина. Става приятел с Гай Лелий и Сципион Емилиан и член на Сципионския кръг.
Написва 30 сатири – книги, от които са останали само фрагменти от 1300 верси.